# Калюжний Олексій Володимирович
Олексі́й Володи́мирович Калю́жний (нар. 9 жовтня 1989 — пом. 3 вересня 2014) — молодший сержант Збройних сил України, учасник російсько-української війни.

## Життєпис
Народився 1989 року в місті Суми. 2005 року закінчив сумську спеціалізовану школу № 25, по тому — Сумський професійний ліцей харчових технологій та торгівлі. Пройшов строкову військову службу в лавах ЗСУ.
Призваний за мобілізацією у березні 2014-го. Молодший сержант 9-ї артилерійської батареї, 27-ма окрема реактивна артилерійська бригада.
3 вересня 2014-го загинув під час обстрілу з території Російської Федерації із РСЗВ «Смерч» базового табору 27-го полку поблизу Старобільська.
Вважався зниклим безвісти, ідентифікований у березні 2015 року за експертизою ДНК.
26 березня 2015 року відбулося поховання воїна на Алеї Почесних громадян Центрального кладовища міста Суми.

## Нагороди та вшанування
За особисту мужність і героїзм, виявлені у захисті державного суверенітету та територіальної цілісності України, вірність військовій присязі під час російсько-української війни, відзначений — нагороджений
- 17 липня 2015 року — орденом «За мужність» III ступеня (посмертно)[1]
- У вересні 2015 року в сумській ЗОШ № 25 відкрито меморіальну дошку на вшанування пам'яті випускників школи, що загинули в боях — Артема Коханого, Олексія Калюжного, Романа Харченка.
- Його портрет розміщений на меморіалі «Стіна пам'яті полеглих за Україну» у Києві: секція 4, ряд 7, місце 12
- Вшановується в меморіальному комплексі «Зала пам'яті», в щоденному ранковому церемоніалі 3 вересня[2]
- Почесний громадянин міста Суми (посмертно; рішення Сумської міської ради від 30 березня 2016 року № 487-МР)